# (100445) Pise
(100445) Pise, internationalement (100445) Pisa, est un astéroïde de la ceinture principale.